# ジャック・ヴィヨン

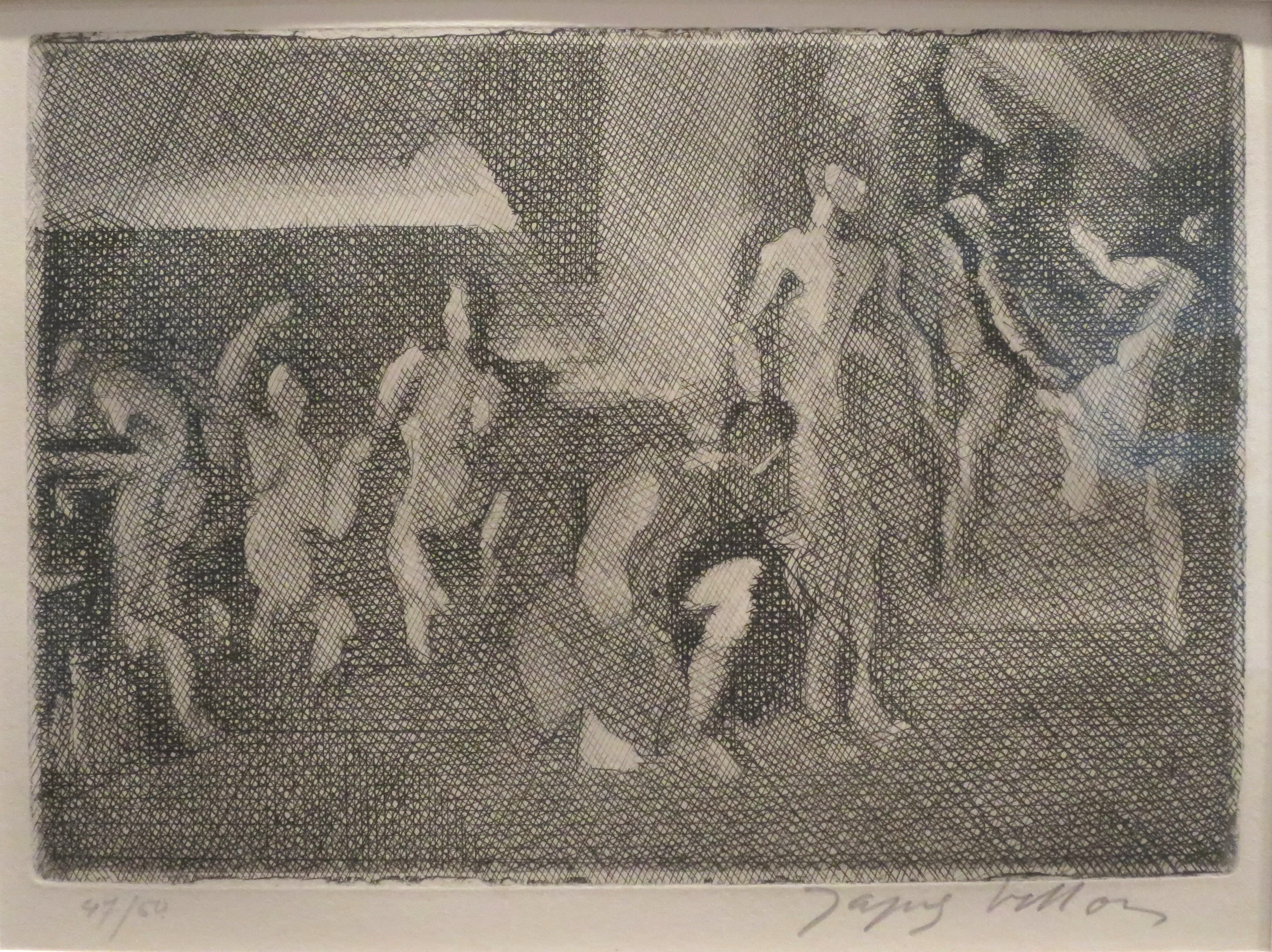
エッチング＆ドライポイントの作品

ジャック・ヴィヨン（Jacques Villon、本名はガストン・エミール・デュシャン（Gaston Émile Duchamp）、1875年7月31日 - 1963年6月9日）はフランスの版画家、画家である。筆名はアルフォンス・ドーデの小説『ジャック』（Jack）と、15世紀フランスの詩人、フランソワ・ヴィヨンに因んで作られた名とされる。キュビスムを志向した美術家のグループ、「ピュトー・グループ」の一人で、版画作品で知られる。

## 略歴
ウール県のDamvilleに生まれた。父親は裕福な公証人で、母親は画家、ニコル（Émile Frédéric Nicolle)の娘で、弟に、美術家のレイモン・デュシャン＝ヴィヨンやマルセル・デュシャン、妹にスザンヌ・デュシャン（Suzanne Duchamp）らがいる。
法律を学んで、ルーアンでしばらく公証人として働いた後、1894年にパリに出た。国立高等美術学校で学んだ。1894年から1906年の間、風刺漫画家として、「ジル・ブラス」、「シャ・ノアール」、「ラシエット・オ・ブール」のようなパリの絵入り雑誌に寄稿した。ロートレックと同じようにリトグラフでポスターも製作した。1899年から1909年の間は版画家ウジェーヌ・ドラートル（Eugène Delâtre）の工房で60点ほどのアクアチントの作品を制作し、その後パリ郊外のピュトーに移り、キュビスムを志向した美術家のグループ、「ピュトー・グループ」の一人として、多くの版画作品を制作した。1913年にアメリカで開かれた国際展覧会、アーモリーショーに参加した。
第一次世界大戦後はドライポイントやアクアチントなどの技法の版画作品を製作した。
1950年にアメリカのオークランドのカーネギー美術館の賞、カーネギー賞（Carnegie Prize）を受賞した。1954年にレジオンドヌール勲章（コマンドゥール）を受勲した
。